# اثر ریش سبز
اثر ریش سبز (انگلیسی: Green-beard effect) یک آزمایش فکری است که در زیست‌شناسی فرگشتی برای توضیح دگرخواهی (زیست‌شناسی) در بین افراد یک گونه استفاده می‌شود.